# Agnieszka Jackowska-Tracz
Agnieszka Jackowska-Tracz – polska lekarz weterynarii, doktor habilitowany nauk rolniczych, adiunkt w Szkole Głównej Gospodarstwa Wiejskiego w Warszawie, specjalistka od bezpieczeństwa żywności, higieny żywności pochodzenia zwierzęcego i systemów zarządzania bezpieczeństwem żywności.

## Kariera naukowa
W 2005 roku na Wydziale Medycyny Weterynaryjnej Szkoły Głównej Gospodarstwa Wiejskiego w Warszawie uzyskała tytuł lekarza weterynarii. W 2009 roku na tym samym wydziale uzyskała stopień doktora nauk weterynaryjnych na podstawie rozprawy pt. Możliwości inaktywacji Campylobacter jejuni w żywności pochodzenia zwierzęcego, której promotorem był Jacek Szczawiński. W tym samym roku została zatrudniona na tejże uczelni, a w 2019 roku na jej Wydział Medycyny Weterynaryjnej uzyskała stopień doktora habilitowanego nauk rolniczych w dyscyplinie weterynarii na podstawie pracy pt. Wykorzystanie systemów zapewnienia jakości, nowych metod konserwacji żywności, nanotechnologii i mikrobiologii prognostycznej do eliminacji wybranych zagrożeń bakteryjnych w produkcji żywności.